# Haugesund-Stadion
Das Haugesund-Stadion (durch Sponsor offiziell Haugesund Sparebank Arena) ist ein Fußballstadion in der norwegischen Stadt und Kommune Haugesund in der Fylke Rogaland an der Südwestküste des Landes. Die beiden Fußballvereine FK Haugesund und SK Vard Haugesund sind Hauptnutzer der Anlage. Nach einem Umbau von 2012 bis 2014 bietet das Haugesund-Stadion 8754 Plätze.

## Geschichte
Seit einiger Zeit war das 1920 eröffnete Stadion in einem sehr schlechten Zustand. Es gab Pläne für einen Neubau mit Gesamtkosten von 250 Mio. NOK. Im Sommer 2009 entschieden sich die Kommune und der FK Haugesund das Vorhaben wegen der hohen Kosten fallen zu lassen. Stattdessen baute man im Norden der Stadt eine neue Leichtathletikanlage für 50 Mio. NOK. Das Haugesund-Stadion wurde daraufhin von 2012 bis 2014 komplett renoviert und in ein reines Fußballstadion ohne Leichtathletikanlage umgebaut. Als erstes wurde die Haupttribüne im Osten überdacht. Es wurde auch eine Flutlichtanlage installiert, welche Fernsehübertragungen ermöglicht. 
Am 27. Mai 2021 wurde die Haugesund Sparebank Namenssponsor des Stadions. Seitdem trägt es den Namen Haugesund Sparebank Arena.